# ビルマホシガメ
ビルマホシガメ (Geochelone platynota) は、爬虫綱カメ目リクガメ科リクガメ属に分類されるカメ。

## 分布
ミャンマー中部、西部。以前は南部の沿岸部にも分布していたが、常緑樹林の伐採により絶滅したと考えられている。
ビルマはミャンマーの旧名。

## 形態
最大甲長26センチメートルとされるが、さらに大型化する。オスよりもメスの方が大型になる。背甲はドーム状に盛り上がり、上から見るとやや細長い。背甲の頂部は平坦で、種小名platynota（「平たい背中」の意）の由来になっている。野生下では孵化直後からある甲板（初生甲板）が盛り上がらないが、飼育個体では盛り上がる個体もいる。背甲の色彩は黒や暗褐色で、椎甲板や肋甲板ごとに放射状に灰褐色や黄褐色の斑紋が入る。この放射状の斑紋が星の様に見えることが、和名や英名（star=星）の由来になっている。椎甲板や肋甲板に入る放射状の斑紋の数は、6本以下（一部で7本になる個体もいる）。縁甲板には、アルファベットの「V」字状に灰褐色や黄褐色の筋模様が2本入る。
腹甲の色彩は淡黄褐色や灰褐色で、甲板ごとに大型で楔形をした黒や暗褐色の斑紋が入る。
頭部は中型。上顎の先端はごく弱い鉤状で、三又に分かれる（一尖の個体や尖らない個体もいる）。四肢はやや頑健で、前肢には先端がやや尖った大型鱗が5 - 7列で並ぶ。後肢と尾の間には、円錐形の小型鱗が並ぶ。頭部や頸部、四肢、尾の色彩は黄色や黄褐色で、不規則に黒色斑が入る。顎を覆う角質（嘴）や鼓膜・喉の色彩は、褐色や灰褐色。成体は眼の周囲や頬・頸部背面が、黒くなる個体が多い。
長径5.5センチメートル、短径4センチメートルの楕円形の卵を産んだ例がある。幼体は縁甲板外縁がやや鋸状に尖るが、成長に伴い不明瞭になる。背甲に入る放射状の斑紋の数は成長に伴い増加するが、インドホシガメほど顕著ではない。

## 分類
標本数が少なかった時期に根拠もなく本種をインドホシガメの亜種とする説もあったが、1990年代以降は標本の数が増えたことで両種の差異が比較されるようになったため有力ではない。

## 生態
主に内陸部の落葉樹からなる熱帯モンスーン林やその周辺に生息するが、以前は沿岸部の常緑樹林にも生息していた。
自然下ではキノコなどを食べるとされる。
繁殖形態は卵生。2月に少数の卵を産んだ例がある。6 - 7月に孵化した幼体が地表に現れるとされる。生息地の保護施設では、10 - 12月に1回に5 - 8個の卵を産んだ例があり、年に2回産卵する個体もいる。

## 人間との関係
都市開発や農地開発・焼畑農業・過放牧などによる生息地の破壊、食用やペット用の乱獲などにより生息数は激減した。2000年以降に、野生下では絶滅したとされる。記載時には普通種だったと考えられており、「生体はみられないものの食用としたあとの残骸である甲羅が街中にあり、器として用いられていた」と記述されている。1948年にミャンマーが独立した後は1990年代まで軍事政権により欧米による生物調査が制限されたため、ミャンマーに分布する生物に関する知見は限られていた。ミャンマーでは法的にカメ類の食用としての採集や輸出が禁止され、さらに本種は保護の対象とされている。一方で1995 - 1996年頃から日本に輸入されており、生息地で養殖されたという個体が流通することもあった。密輸されることもあり、日本やミャンマーで摘発された例もある。保護区内に継続的な再導入が進められており、再導入した個体の繁殖も確認されているため2020年の時点では個体数は増加傾向にあるとされる。一方で国立公園内での密猟や保護施設に集めた個体、あるいは飼育下繁殖させた個体が盗難された例もある。1975年のワシントン条約発効時にはリクガメ属単位で、1977年にはリクガメ科単位でワシントン条約附属書IIに掲載された。2013年にワシントン条約附属書Iに掲載された。2016年の時点でミャンマーでの飼育個体数は7,150頭と推定されており、1,000個以上の卵の孵化に成功した。
ペットとして飼育されることもある。上記のように日本には1995 - 1996年から輸入されるようになり、1995年にマレーシアから正規輸出された個体38頭が日本への初めての輸入例とされる。一方でミャンマーからマレーシアへの正規輸出はなく、マレーシアに本種は分布しないためこれらの個体の由来は不明である。2003年以降はミャンマーから正規輸出されたとする個体（野生個体2005年130頭。飼育下繁殖個体2003年20頭、2004年30頭、2005年252頭、2006年210頭、2007年205頭、2008年300頭。）が日本へ輸入された。一方で2004年以降は、本種が分布しないカザフスタン・キルギス・タイ王国・ヨルダン・レバノンなどで飼育下繁殖されたとする個体も日本に輸入された。飼育下では野菜、果実、リクガメ用の配合飼料などにも餌付く。